# Pseudogrillotia spratti
Espèce
Pseudogrillotia spratti est une espèce de vers plats de la famille des Lacistorhynchidae. Elle a été décrite une première fois en 1993 puis re-décrite en 2007, et trouvée chez le Requin-citron faucille (Negaprion acutidens).